# Hermann Auf der Heide (Hockeyspieler)
Hermann Auf der Heide (* 1. Juni 1911 in Frankfurt am Main; † 17. Oktober 1984 in Bonn) war ein deutscher Hockeyspieler.
Hermann Auf der Heide von der TSV Sachsenhausen 1857 gewann mit seinem Verein 1939 und 1943 die deutsche Meisterschaft. In den Jahren vor und während des Zweiten Weltkrieges erreichten die Frankfurter um Karl Dröse und Erich Cuntz mit den Brüdern Hermann und Eberhard Auf der Heide insgesamt sechsmal die Finalspiele um die deutsche Meisterschaft.
Hermann Auf der Heide debütierte 1936 in der deutschen Hockeynationalmannschaft. Bei den Olympischen Spielen 1936 in Berlin kam der Abwehrspieler nur im Spiel gegen Dänemark zum Einsatz. Die deutsche Mannschaft verlor erst im Endspiel gegen die damals als unschlagbar geltende indische Hockeymannschaft und gewann die Silbermedaille. Insgesamt wirkte Hermann Auf der Heide von 1936 bis 1942 in fünf Länderspielen mit.